# Boleradice
Boleradice é uma comuna checa localizada na região de Morávia do Sul, distrito de Břeclav‎.